# NGC 5753
NGC 5753 (другие обозначения — MCG 7-30-62, ZWG 220.53, NPM1G +39.0358, IRAS14434+3859, PGC 52695) — галактика в созвездии Волопас.
Этот объект входит в число перечисленных в оригинальной редакции «Нового общего каталога».